# Jiří Neuwirt
Jiří Neuwirt (27. února 1948 Ostrava – 11. ledna 2024) byl český malíř, grafik a ilustrátor. Jeho nejosobitější uměleckou technikou byl hlubotisk ve svých různých variantách, zabýval se také malbou.

## Život
V letech 1963–1967 studoval na SUPŠ v Brně na oddělení Tvarování plastických hmot u prof. Františka Schenka a prof. Františka Navrátila. Po absolvováni školy se zabýval uměleckým kovářstvím a medailérstvím. Postupně se jeho zájem zaměřoval stále víc na grafiku. Zabýval se jak grafikou užitou, tak volnou. Aktivní zájem o literaturu ho přivedl k ilustracím a úpravám knih. Souběžně rozvíjel i tvorbu ex libris, za která obdržel několik mezinárodních ocenění. V této tvorbě převažují hlubotiskové techniky, později i počítačová grafika.
Následně se věnoval jak grafice, tak malbě. Byl členem ostravské Skupiny 4 a členem výtvarného spolku Nová věc. Spolek je součásti Unie výtvarných umělců. Rovněž byl členem Združenia výtvarných umelcov západného Slovenska. 17 let působil jako pedagog na oddělení grafiky SUŠ v Ostravě. Několik let učil na soukromé škole AVE Art v Ostravě grafické techniky a knižní tvorbu. Uskutečnil přes 50 samostatných výstav a zúčastnil se řady výstav společných.
Jiří Neuwirt byl ženatý a měl dvě děti. Žil v Ostravě, v městském obvodu Hrabová.

## Ocenění
- 1979 / 1. cena v soutěži o ekoplakát Město – místo k životu (Praha)
- 1983 / Čestné uznání – Generace 1983 (Ostrava)
- 1990 / 3. hlavní cena na Internationaler Kleingrafik Wettbewerb – Lorch (Německo)
- 1993 / 3. hlavní cena v soutěži the IWA Foudation Czehoslovakia – Eros v exlibris (Havířov)
- 1995 / Diplom XXIX Premio Internazionale di Grafica del Pomero – Rho, Milano (Itálie)
- 2000 / Nadace Tranoscius udělila v roce 2000 Jiřímu Neuwirtovi Medaili Jiřího Třanovského
- 2006 / Parchemin ď honneur. 7. Triennale De Chamaliéres (Francie)